# Coras kisatchie
Coras kisatchie là một loài nhện trong họ Amaurobiidae.
Loài này thuộc chi Coras. Coras kisatchie được miêu tả năm 1946 bởi Muma.